# Elezioni parlamentari in Ciad del 2011
Le elezioni parlamentari in Ciad del 2011 si tennero il 13 febbraio (primo turno) e il 20 febbraio (secondo turno) per il rinnovo dell'Assemblea nazionale.
Nelle circoscrizioni di Mandoul Occidental, Mayo-Boneye e Tandjilé Ouest, assegnatari complessivamente di 13 seggi, le elezioni ebbero luogo il 6 maggio.

## Risultati
| Liste | Voti | % | Seggi |
| --- | ---- | - | ----- |
| Movimento Patriottico di Salvezza - RDP - RNDP |      |   | 134   |
| Unione Nazionale per la Democrazia e il Rinnovamento - PLD                                                                                         |      |   | 12    |
| Raggruppamento Nazionale per la Democrazia in Ciad                                                                                                 |      |   | 8     |
| Unione per il Rinnovamento e la Democrazia |      |   | 8     |
| Federazione, Azione per la Repubblica |      |   | 4     |
| Convenzione Ciadiana per la Pace e lo Sviluppo |      |   | 2     |
| Partito Democratico e Socialista per l'Alternanza                                                                                                  |      |   | 2     |
| Unione per la Democrazia e la Repubblica |      |   | 2     |
| Azione per il Rinnovo del Ciad-Convenzione Nazionale Democratica e Sociale                                                                         |      |   | 1     |
| Movimento per la Pace e lo Sviluppo del Ciad-Raggruppamento per la Democrazia e il Progresso/Rinnovato-Convenzione Nazionale Democratica e Sociale |      |   | 1     |
| Partito Popolare per la Giustizia e l'Uguaglianza-Azione per il Rinnovo del Ciad-Convenzione Nazionale Democratica e Sociale                       |      |   | 1     |
| Unione Democratica Ciadiana |      |   | 1     |
| Azione Nazionale per lo Sviluppo |      |   | 1     |
| Nuovo Respiro per la Repubblica |      |   | 1     |
| Raggruppamento del Popolo per l'Alternanza Democratica                                                                                             |      |   | 1     |
| Movimento dei Ciadiani Patriottici per la Repubblica                                                                                               |      |   | 1     |
| Partito Democratico del Popolo Ciadiano |      |   | 1     |
| Unione delle Forze Democratiche/Partito Repubblicano                                                                                               |      |   | 1     |
| Unione degli Ecologisti Ciadiani |      |   | 1     |
| Partito per la Democrazia e la Piena Indipendenza-Raggruppamento del Popolo del Ciad                                                               |      |   | 1     |
| Partito Africano per la Pace e la Giustizia Sociale                                                                                                |      |   | 1     |
| Partito per l'Unità e la Ricostruzione |      |   | 1     |
| AND/R |      |   | 1     |
| USND |      |   | 1     |
| Totale |      |   | 188   |

- I 134 seggi attribuiti al gruppo MPS-RDP-RNDP furono così conseguiti: 83 da MPS; 25 da MPS-RDP; 18 da MPS-RNDP; 8 da MPS-RDP-RDNP.
- I 12 seggi attribuiti al gruppo UNDR-PLD furono così conseguiti: 10 UNDR; 2 UNDR-PLD.